# 米卡·李察士
米卡·連干·李察士（英語：Micah Lincoln Richards，1988年6月24日—），前英格蘭職業足球員，場上司職後衛。父母為聖克里斯多福及尼維斯人，現為電視節目主持人。
他是一名全能後衛，早於2005年10月對阿仙奴一戰中出場時僅17歲。2006年11月，年僅18歲144日的李察士首次代表英格蘭國家隊上陣。

## 球會生涯

### 早年
米卡·李察士出生於英格蘭第二大城市伯明翰，但在列斯長大。他早在8歲時便加入列斯聯，當時司職前鋒。於12歲時便與奧咸簽約成為學徒球員。至2001年他轉投了曼城。米卡·李察士被認為以擅於右路防守見稱，但他也可客串後防中路。

### 曼城
米卡·李察士在2005年10月22日對阿仙奴的比賽中正式亮相。當時他以後備身份入替。至2006年2月12日對賽查爾頓時則首度上陣全場。其後成為2005/06年度球會最佳青年球員，並在2006-2009年三個球季中作為球隊的主力球員，於重要比賽中例必正選上陣。可惜在2008年，阿布扎比集團收購曼城，不惜公本大肆收購出色球員。2006年7月曼城拒絕了英超老牌球會熱刺的500萬英鎊斟介，並於該年7月25日與米卡·李察士續約四年。當時米卡·李察士已成為各主要球會的斟介對象，其中以英超車路士至為高調，出價高達1,500萬英鎊，以後衛來說算是偏高。對此曼城領隊皮雅斯曾公開稱米卡·李察士乃球會未來支柱，只有遇上天價才會考慮出售。同時曼城更於2006/07年球季讓米卡·李察士更換球衣號碼，由原來的45號轉為傳統正選的2號。
2007年9月16日對陣阿士東維拉的賽事，由於當時隊長李察·鄧尼缺陣，米卡·李察士得到成為隊長的機會，成為曼城史上最年輕的隊長。2008年2月，他與球會續約至2013年6月。
2009年夏季米卡·李察士在參賽2009年歐洲U-21足球錦標賽後到塞浦路斯渡假，期間感染甲型流感病毒H1N1亞型。

## 國家隊
米卡·李察士於2006年11月首度代表英格蘭國家一隊出賽，時為友賽荷蘭。這使他打破了由里奧·費迪南保持的紀錄，成為英格蘭有史以來最年輕的國家隊球員。
2009年6月1日米卡·李察士獲選進入英格蘭U21參加在瑞典舉行2009年歐洲U-21足球錦標賽決賽週最後23人大軍名單。6月15日首戰芬蘭U21，米卡·李察士下半場接應開出角球頂入，奠定2-1的勝果，賽後獲選是場「最佳球員」（Man of the Match）。

## 外部連結
- 米卡·李察士官方網站 （页面存档备份，存于）
- 足球数据库：Micah Richards的球员统计数据
- Micah Richards England profile （页面存档备份，存于）
- 曼城官方 米卡·李察士檔案 （页面存档备份，存于）